# ORP Mazur (1948)
ORP Mazur – polski okręt podwodny z okresu zimnej wojny, a wcześniej radziecki M-236, jeden z sześciu pozyskanych przez Polskę okrętów serii XV (projektu 96) typu M. Okręt wypierał 283 tony w położeniu nawodnym i 353 tony pod wodą, a jego główną bronią były cztery torpedy kalibru 533 mm wystrzeliwane z czterech wewnętrznych wyrzutni. Jednostka rozwijała na powierzchni prędkość ponad 15 węzłów, osiągając zasięg 4500 Mm przy prędkości 8 węzłów.
Okręt został zwodowany 19 czerwca 1948 roku w stoczni numer 112 w Gorkim i ukończony w stoczni numer 196 w Leningradzie, a do służby w Marynarce Wojennej ZSRR wcielono go 19 października 1948 roku, z przydziałem do Floty Bałtyckiej. W 1954 roku jednostka została wydzierżawiona przez Polskę i 25 września tego roku weszła w skład Marynarki Wojennej. Okręt, oznaczony znakami burtowymi M-101, P-101 i 302, po intensywnej eksploatacji został wycofany ze służby 15 marca 1965 roku i następnie złomowany.

## Projekt i budowa

Rzut boczny okrętów projektu 96 (serii M-XV)

W latach 30. XX wieku w ZSRR rozpoczęto produkcję seryjną niewielkich okrętów podwodnych typu M serii VI, a następnie VIbis i XII, budując łącznie 96 okrętów (30 sztuk serii VI, 20 sztuk serii VIbis i 46 serii XII). Pod koniec lat 30., wobec planów dalszej rozbudowy liczebnej Marynarki Wojennej ZSRR, podjęto prace m.in. nad nowym projektem małego okrętu podwodnego, bazując na konstrukcji jednostek XII serii. 13 sierpnia 1938 roku została zatwierdzona charakterystyka taktyczno-techniczna nowych okrętów, mających być powiększoną wersją poprzedników. W sierpniu 1938 roku główny inżynier biura konstrukcyjnego CKB-18 (ros. ЦКБ-18) F.F. Połuszkin opracował dwa wstępne projekty nazwane M-VI i M-VII, z których do dalszych prac wybrano ten drugi. Zakładał on zbudowanie okrętu o konstrukcji półtorakadłubowej, uzbrojonego w cztery wyrzutnie torpedowe, z dwuwałową siłownią o powiększonej mocy, charakteryzującego się większym zasięgiem i głębokością zanurzenia. Zewnętrzne siodłowe zbiorniki balastowe były demontowalne, co umożliwiało transport kolejowy .
23 lipca 1939 roku projekt M-VII został zaakceptowany przez dowództwo Marynarki Wojennej ZSRR, a na jego podstawie w CKB-18 opracowano dokumentację wykonawczą pod oznaczeniem projektu 96 (serii XV), zatwierdzonego ostatecznie 8 lutego 1940 roku. 31 marca tego roku w leningradzkiej stoczni numer 196 (Sudomech) położono stępki pierwszych dwóch jednostek projektu 96 – M-200 i M-201. Podczas II wojny światowej w stoczniach Sudomech i numer 112 (Krasnoje Sormowo) w Gorkim w budowie znajdowało się 15 okrętów serii XV, z czego do jej zakończenia ukończono zaledwie cztery; łącznie do 1953 roku powstało 57 jednostek, zbudowanych w zasadzie według tej samej specyfikacji (nie licząc zmian w wyposażeniu).
Budowę M-236 rozpoczęto w stoczni numer 112 w Gorkim, a ukończono w stoczni numer 196 w Leningradzie (nr budowy 355) . Stępkę okrętu położono 19 lutego 1947 roku, a zwodowany został 19 czerwca 1948 roku. M-274 powstał w stoczni numer 196 (nr budowy 504); jego stępkę położono 29 kwietnia 1950 roku, a wodowanie odbyło się 18 września tego roku . M-290 także zbudowany został w stoczni numer 196 (nr budowy 628): stępkę okrętu położono 10 listopada 1951 roku, a zwodowany został 27 maja 1952 roku  .

## Dane taktyczno-techniczne

### Charakterystyka ogólna
Jednostka była małym okrętem podwodnym o konstrukcji półtorakadłubowej, przeznaczonym do operowania na wodach przybrzeżnych, przystosowanym do długości bałtyckiej fali . Wykonany ze stali techniką spawania kadłub podzielony był pięcioma grodziami wodoszczelnymi na sześć przedziałów (kolejno od dziobu): I – torpedowy (z kojami dla marynarzy), II – pomieszczenie załogi (kubryk), III – główne stanowisko dowodzenia (centrala), IV – pomieszczenie załogi, V – silników wysokoprężnych i VI – silników elektrycznych. Nad centralą znajdował się kiosk, a pod przedziałami załogowymi umieszczono baterie akumulatorów. Zewnętrzne siodłowe zbiorniki balastowe znajdowały się po obu burtach od połowy I przedziału do połowy V przedziału, a na rufie wewnątrz kadłuba sztywnego znajdował się kolejny zbiornik balastowy; pod przedziałem III znalazły się także zbiornik trymowy i zbiornik szybkiego zanurzania. Dziobowe stery głębokości znajdowały się na wysokości przedziału torpedowego i na rufie za śrubami (tam umieszczono też pojedynczy ster kierunku). 
Długość całkowita wynosiła 49,5 metra, szerokość 4,4 metra i zanurzenie od 2,6 metra na dziobie do 2,8 metra na rufie. Wyporność normalna w położeniu nawodnym wynosiła 283 tony, a w zanurzeniu 353 ton. Dopuszczalna głębokość zanurzenia wynosiła 80 metrów, a operacyjna (robocza) 60 metrów. Maksymalny czas nieprzerwanego przebywania pod wodą wynosił 48 godzin. Autonomiczność okrętu wynosiła 14 dób.
Załoga okrętu składała się z sześciu oficerów, 15 podoficerów i 10 marynarzy (łącznie 31 osób).

### Urządzenia napędowe
Okręt napędzany był na powierzchni przez dwa silniki wysokoprężne 11D o mocy 441 kW (600 KM) każdy, a ich spaliny odprowadzane były rurami wydechowymi do kiosku. Napęd podwodny zapewniały dwa silniki elektryczne PG-17 o mocy 160 kW (218 KM) każdy. Dwa wały napędowe obracające dwiema śrubami umożliwiały osiągnięcie maksymalnej prędkości 15,7 węzła na powierzchni i 7,8 węzła w zanurzeniu (ekonomiczna wynosiła odpowiednio 10 i 3 węzły). Zasięg wynosił 4500 Mm przy prędkości 8 węzłów w położeniu nawodnym oraz 85 Mm przy prędkości 2,9 węzła w zanurzeniu (lub przy prędkościach maksymalnych 965 Mm na powierzchni oraz 9,7 Mm w zanurzeniu). Zapas paliwa płynnego wynosił 28 ton. Energia elektryczna magazynowana była w dwóch bateriach akumulatorów kwasowo-ołowiowych 2-MS po 60 ogniw każda.

### Uzbrojenie i wyposażenie
Okręt wyposażony był w cztery stałe dziobowe wyrzutnie kalibru 533 mm, z łącznym zapasem czterech torped. Używano parogazowych torped typu 53-38 o długości 7,19 metra i masie 1615 kg (w tym głowica bojowa zawierająca 300 kg materiału wybuchowego) z zapalnikiem kontaktowym . Zasięg torpedy przy prędkości 44,5 węzła wynosił 4000 metrów, a przy prędkości zredukowanej do 34,5 węzła zasięg wzrastał do 8000 metrów . Naprowadzanie odbywało się za pomocą żyroskopu, a jej zanurzenie wynosiło od 0 do 14 metrów. Torpedy można było odpalać z głębokości do 30 metrów, a ich ładowanie odbywało się od dziobu w bazie, za pomocą dźwigu, po zanurzeniu rufy i podniesieniu dziobu za pomocą zbiorników balastowych.
Uzbrojenie artyleryjskie stanowiło początkowo umieszczone przed kioskiem pojedyncze pokładowe działo uniwersalne kalibru 45 mm 21-KM, z zapasem amunicji wynoszącym 200 sztuk. Masa działa wynosiła 867 kg, kąt podniesienia lufy od -10° do +85, donośność pozioma 11 000 metrów, a pionowa 7000 metrów. Działo wykorzystywało amunicję zespoloną o masie 2,389 kg (pocisk 1,43 kg, ładunek miotający 0,384 kg i łuska 0,575 kg). Używano naboi z pociskiem odłamkowo-smugowym, odłamkowym, zapalającym, przeciwpancerno-smugowym i z lanego żelaza (ćwiczebnych), które wystrzeliwano z szybkostrzelnością 30–40 strz./min. 
Niektóre opracowania (Górski 2011 ↓, s. 78 i Koszela 2017 ↓, s. 254) podają informacje o możliwości zabierania zamiast torped min dennych AMD-500, jednak w związku z tym, że były to miny lotnicze, polskie okręty serii XV ich nie przenosiły. Natomiast Fontenoy 2007 ↓, s. 276 i Volkov i Brichevsky 2023 ↓  podają, że okręt uzbrojony był ponadto w dwa karabiny maszynowe kalibru 7,62 mm.
Wyposażenie radioelektroniczne obejmowało radiostację R-641, której maszt antenowy umożliwiał łączność na głębokości peryskopowej wynoszącej 5 metrów, szumonamiernik Mars-16K o zasięgu 30 kabli oraz radionamiernik z anteną umieszczoną na kiosku. Jako optyczny środek wykrywania na okręcie zamontowano jeden peryskop PZ-7. Wyposażenie ratownicze stanowiła boja awaryjna z telefonem przewodowym, nadajnikiem sygnału radiowego i ze światłem sygnałowym, a także aparaty pochłaniające dwutlenek węgla i emitujące tlen „RUKTY”.

## Służba

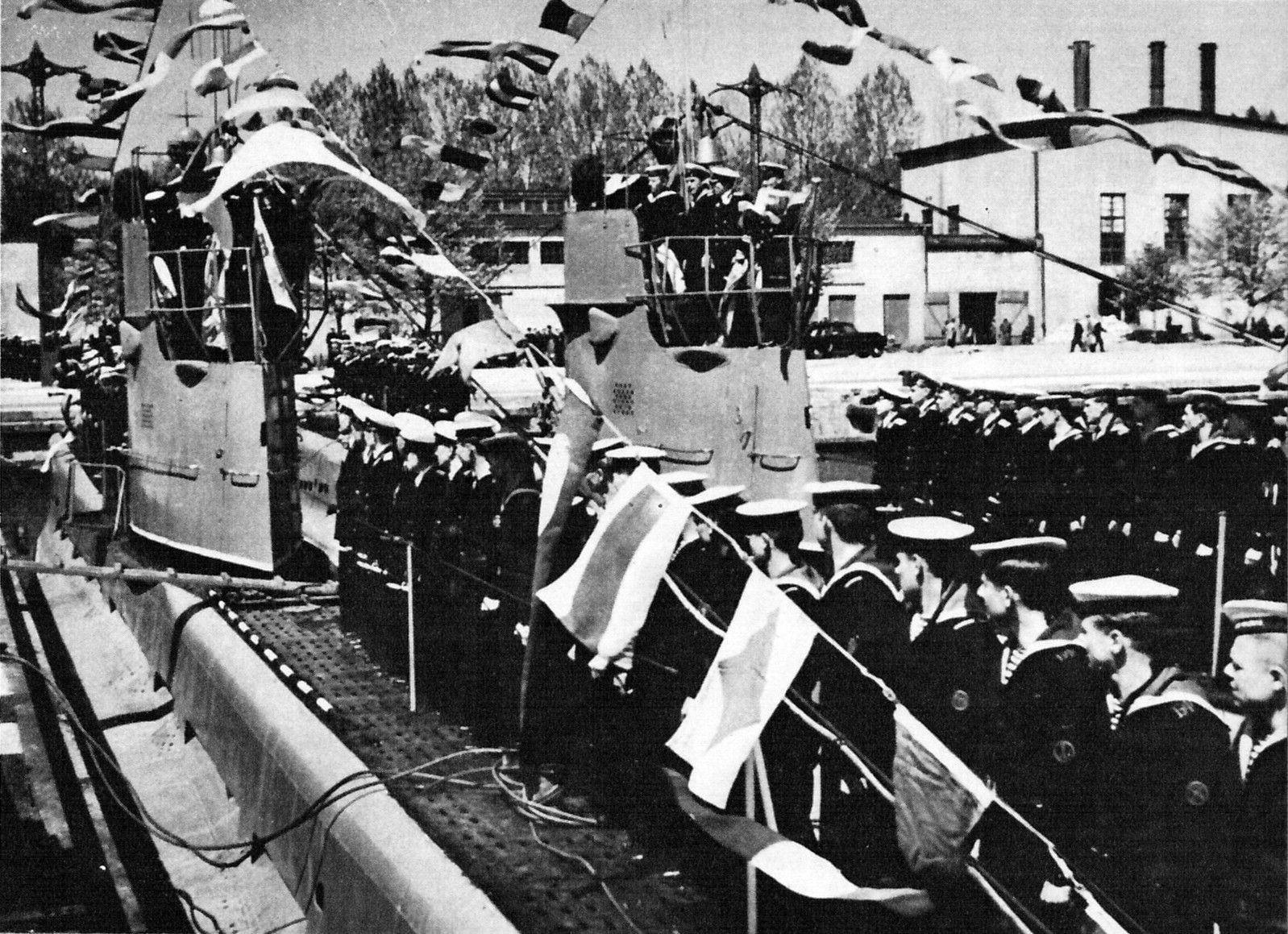
Przejęcie przez Polskę okrętów podwodnych typu M w 1954 lub 1955 roku

M-236 został wcielony do służby w Marynarce Wojennej ZSRR 19 października 1948 roku. Okręt otrzymał przydział do Floty Bałtyckiej .
W 1953 roku, wobec pogarszającego się stanu technicznego wchodzących w skład Dywizjonu Okrętów Podwodnych ORP „Ryś” i ORP „Żbik”, podjęto rozmowy z władzami ZSRR na temat możliwości wydzierżawienia przez Polskę okrętów podwodnych i ścigaczy okrętów podwodnych. Związek Radziecki zgodził się na dzierżawę w 1954 roku czterech małych okrętów podwodnych projektu 96, a w 1955 roku kolejnych dwóch okrętów podwodnych tego samego typu oraz czterech ścigaczy okrętów podwodnych projektu 122bis. Czas dzierżawy dla okrętów podwodnych ustalono na osiem lat, a jej roczny koszt na 93 tys. rubli za jednostkę.
25 września 1954 roku drugi wydzierżawiony okręt podwodny pod nazwą ORP „Mazur” został uroczyście wcielony w skład Marynarki Wojennej, co sankcjonował rozkaz Dowódcy MW nr 047/Org. z 30 września tego roku. Pierwszym polskim dowódcą jednostki został kpt. mar. Edward Jóźwiak. Okręt z oznaczeniem burtowym M-101 wszedł w skład Dywizjonu Okrętów Podwodnych, dołączając do „Sępa”, „Rysia”, „Żbika” i „Kaszuba”. Podczas pierwszych miesięcy służby na jednostce przebywała grupa marynarzy radzieckich, pozostałych w celu szkolenia polskiej załogi. Stan techniczny okrętu po przejęciu przez Polskę nie był najlepszy (m.in. na „Mazurze” przegrzewały się silniki, a linie wałów napędowych były uszkodzone), w rezultacie trafił on w 1955 roku na kilkumiesięczny remont stoczniowy; brak też było dokumentacji technicznej okrętów. 16 września 1955 roku ORP „Mazur” został przyporządkowany do 1. Brygady Okrętów Podwodnych, powstałej w miejsce rozwiązanego Dywizjonu Okrętów Podwodnych. 
W 1956 roku dowództwo 1. Brygady otrzymała do realizacji następujące zadania: przygotować okręty do działań na wodach przybrzeżnych we współdziałaniu z lotnictwem, rozpocząć szkolenie w realizacji grupowych ataków torpedowych, doskonalić umiejętności prowadzenia rozpoznania oraz operacji blokowania baz i unikania ataków sił ZOP oraz rozpocząć szkolenie w pokonywaniu strefy obrony sił ZOP. W kolejnym roku szkoleniowym zadania wyglądały następująco: doskonalenie prowadzenia działań dziennych i nocnych oraz prowadzenia rozpoznania i blokady baz przeciwnika, prowadzenie strzelań torpedowych i działań na liniach komunikacyjnych domniemanego wroga, prowadzenie służby dozorowej oraz ćwiczenia w wysadzaniu niewielkich grup dywersyjnych. W 1957 roku sześć okrętów podwodnych 1. Brygady („Mazur”, „Kaszub”, „Krakowiak”, „Kujawiak”, „Sęp” i „Ślązak”) wzięło udział w ćwiczeniach całej floty pod kryptonimem Reda ’57. W pierwszej połowie marca „Mazur”, „Krakowiak” i „Kurp” uczestniczyły w rejsie szkoleniowo-nawigacyjnym z zawinięciem do Szczecina i Świnoujścia. Latem tego roku z pokładu okrętu zdemontowano działo pokładowe kalibru 45 mm. 15 grudnia oznaczenie burtowe okrętu zmieniono na P-101. Na koniec roku 1957 ORP „Mazur” zdobył tytuł przodującego okrętu Marynarki Wojennej.
W kolejnych latach szkoleniowych wszystkie polskie jednostki projektu 96 przeprowadzały intensywne rejsy szkoleniowe, wykonując regularne strzelania torpedowe, a także doskonaląc pozorowane działania na szlakach komunikacyjnych przeciwnika, blokowanie jego baz, rozpoznanie i współdziałanie z okrętami nawodnymi i lotnictwem. 1 stycznia 1960 roku numer burtowy okrętu został zmieniony z P-101 na 302. W tym roku ze względu na pogarszający się stan techniczny kadłubów okrętów podwodnych projektu 96 Dowództwo Marynarki Wojennej zdecydowało o ograniczeniu maksymalnej głębokości zanurzania do 40 metrów oraz pływania pod wodą na akwenach o głębokości maksymalnie 60 metrów. Latem „Mazur”, „Krakowiak”, „Kurp” i „Ślązak” wzięły udział w manewrach flot Układu Warszawskiego pod kryptonimem „Bałtyk”. W 1961 roku „Mazur”, „Kurp” i „Ślązak” uczestniczyły w kolejnej letniej edycji tych manewrów.
W 1962 roku Polska zdecydowała się odkupić od ZSRR dzierżawione okręty podwodne w cenie 400 tys. złotych za sztukę. Okres od kwietnia do lipca 1962 roku okręt spędził w doku Gdańskiej Stoczni „Remontowa”, gdzie przeprowadzono przegląd i konserwację podwodnej części kadłuba. Jesienią członkowie Komitetu Technicznego przy Dowództwie Marynarki Wojennej zarekomendowali wycofanie ze służby wszystkich jednostek projektu 96, wobec niemożliwości pełnego oszacowania stanu technicznego ich kadłubów w związku z brakiem dostępu do radzieckiej dokumentacji pomiaru wgięć kadłuba sztywnego; ograniczono też maksymalną głębokość zanurzania do 20 metrów. W połowie 1963 roku „Mazur” i „Krakowiak” ze względu na stan techniczny zostały przesunięte do II linii.
Ostatnie opuszczenie bandery na ORP „Mazur” odbyło się 15 marca 1965 roku, a z listy floty został skreślony 31 marca, rozkazem Dowódcy MW nr 019/Org. z 13 marca tego roku. Rozformowanie załogi jednostki odbyło się na podstawie rozkazu Dowódcy MW nr 058/Org. z 9 września tego roku. Wycofany okręt zamierzano pierwotnie przystosować do roli okrętu-muzeum, jednak ostatecznie został złomowany.

### Dowódcy
Zestawienie zostało opracowane na podstawie Sołkiewicz 2018 ↓, s. 135 i Ciślak 2012 ↓, s. 22:
- kpt. mar. Edward Jóźwiak (11.02.1954 roku – 07.12.1956 roku)
- kpt. mar. Aleksander Kosiński (07.12.1956 roku – 14.12.1959 roku)
- kpt. mar. Feliks Markowski (14.12.1959 roku – 13.11.1961 roku)
- kpt. mar. Ryszard Miecznikowski (05.11.1962 roku – 10.04.1964 roku)
- kpt. mar. Adam Lang (10.04.1964 roku – 31.12.1966 roku)